# Pénzvonat (film)
A Pénzvonat (eredeti cím: Money Train) 1995-ben bemutatott amerikai akcióvígjáték, melyet 
Joseph Ruben rendezett. A főbb szerepekben Woody Harrelson, Wesley Snipes és Jennifer Lopez látható.
Az Amerikai Egyesült Államokban 1995. november 22-én bemutatott film bevételi és kritikai szempontból is gyengén teljesített.

## Cselekmény
A New York-i metróban a gyújtogatók, tolvajok és rablók lassan már többen vannak, mint a tiszta, becsületes utasok. A metrórendőrség két rámenős detektívjének nincs ideje unatkozni, hisz közvetlenül a frontvonalon szolgálnak. Aztán amikor a páros egy harmadik taggal, méghozzá egy gyönyörű nővel egészül ki, kissé megváltoznak a dolgok. Először is, mindkét férfi beleszeret a csodaszép nőbe. Másodszor, támad egy jó ötletük: mi lenne, ha ők is inkább a veszélyesek seregét gyarapítanák és kirabolnák a minden este áthaladó pénzvonatot, amely több millió dollárt szállít?

## Szereplők
| Szerep           | Színész                      | Magyar hang        | Magyar hang             |
| Szerep           | Színész                      | 1. szinkron (1996) | 2. szinkron (1999–2000) |
| ---------------- | ---------------------------- | ------------------ | ----------------------- |
| Wesley Snipes    | John Robinson rendőrtiszt    | Csuja Imre         | Csuja Imre              |
| Woody Harrelson  | Charlie Robinson rendőrtiszt | Stohl András       | Stohl András            |
| Jennifer Lopez   | Grace Santiago rendőrtiszt   | Söptei Andrea      | Németh Borbála          |
| Robert Blake     | Donald Patterson százados    | Szersén Gyula      | Szersén Gyula           |
| Chris Cooper     | Terry "The Torch" Edwards    | Uri István         | Kőszegi Ákos            |
| Joe Grifasi      | Riley                        |                    | Dobránszky Zoltán       |
| Scott Sowers     | Mr. Brown                    | Forgács Gábor      | Sztarenki Pál           |
| Skipp Sudduth    | Kowalski                     | Balázsi Gyula      | Holl Nándor             |
| Enrico Colantoni | Dooley                       |                    | Csuha Lajos             |